# Marion Thees
Marion Thees, geboren Trott (Eisenach, 5 juli 1984) is een Duits voormalig skeletonster. Ze vertegenwoordigde haar vaderland op de Olympische Winterspelen 2010 in Vancouver en op de Olympische Winterspelen 2014 in Sotsji.

## Carrière
Thees maakte haar wereldbekerdebuut op 27 januari 2005 in Sankt Moritz. Thees won haar eerste wereldbekerwedstrijd op 5 februari 2009 in Whistler. Datzelfde seizoen won Thees ook het eindklassement in de wereldbeker 2008/2009. Op de wereldkampioenschappen skeleton 2009 in Lake Placid werd Thees wereldkampioene op het individuele nummer, maar tevens in de landenwedstrijd.
Tijdens de Olympische Winterspelen van 2010 in Vancouver gleed Thees naar de 8e plaats. Eén jaar later, op de Wereldkampioenschappen skeleton 2011 behaalde ze opnieuw de wereldtitel. Enkele dagen later werd ze ook opnieuw wereldkampioene met het Duitse team in de landenwedstrijd. Thees won in het seizoen 2012/2013 opnieuw de wereldbeker skeleton.
Op de Olympische Winterspelen 2014 eindigde Thees op de 13e plaats. Op 29 september 2014 maakte Thees bekend dat ze een punt zet achter haar loopbaan.

## Resultaten

### Olympische Spelen
| Jaar | Plaats    | Onderdeel |
| ---- | --------- | --------- |
| 2010 | Vancouver | 8e        |
| 2014 | Sotsji    | 13e       |

### Wereldkampioenschappen
| Jaar | Plaats       | Onderdeel                        |
| ---- | ------------ | -------------------------------- |
| 2008 | Altenberg    | 7e Individueel                   |
| 2009 | Lake Placid  | Individueel · Landenwedstrijd    |
| 2011 | Königssee    | Individueel · Landenwedstrijd    |
| 2012 | Lake Placid  | 6e Individueel · Landenwedstrijd |
| 2013 | Sankt Moritz | 8e Individueel · Landenwedstrijd |

### Wereldbeker
| Seizoen   | Rang   |
| --------- | ------ |
| 2004/2005 | 32e    |
| 2007/2008 | 9e     |
| 2008/2009 | Goud   |
| 2009/2010 | 4e     |
| 2010/2011 | 4e     |
| 2011/2012 | Zilver |
| 2012/2013 | Goud   |
| 2013/2014 | 6e     |

| Datum            | Plaats      |
| ---------------- | ----------- |
| 5 februari 2009  | Whistler    |
| 12 februari 2009 | Park City   |
| 25 november 2010 | Whistler    |
| 16 december 2010 | Lake Placid |
| 24 november 2012 | Whistler    |
| 5 januari 2013   | Altenberg   |